# Beech Grove
Beech Grove é uma cidade localizada no estado americano de Indiana, no Condado de Marion.

## Demografia
Segundo o censo americano de 2000, a sua população era de 14.880 habitantes. 
Em 2006, foi estimada uma população de 14.082, um decréscimo de 798 (-5.4%).

## Geografia
De acordo com o United States Census Bureau tem uma área de 
11,1 km², dos quais 11,1 km² cobertos por terra e 0,0 km² cobertos por água. Beech Grove localiza-se a aproximadamente 244 m acima do nível do mar.

## Localidades na vizinhança
O diagrama seguinte representa as localidades num raio de 12 km ao redor de Beech Grove. 